# 10. korpus (Pakistan)
10. korpus je operativni korpus Pakistanske kopenske vojske in je trenutno največji ter najmočnejši pakistanski korpus.

## Zgodovina
Kospus je sodeloval v Siačenskem konfliktu, bojih za Neelumsko dolino in Kargilski vojni.

## Organizacija
- Poveljstvo
- 12. pehotna divizija
- 19. pehotna divizija
- 23. pehotna divizija
- 111. pehotna brigada
- 8. oklepna brigada
- Samostojna artilerijska brigada